# Hans Conried
Hans Georg Conried, Jr. (* 15. April 1917 in Baltimore, Maryland; † 5. Januar 1982 in Burbank, Kalifornien) war ein US-amerikanischer Synchronsprecher sowie Film-, Fernseh- und Bühnenschauspieler.

## Leben
Conried wurde 1917 als Sohn von Hans Georg Conried (1883–1953), einem jüdischen Immigranten aus Wien, und Edith Beryl, geborene Gildersleeve, (1892–1970), einer Nachfahrin der Pilgerväter, geboren. Er wuchs in Baltimore und New York City auf. Er studierte Schauspielkunst an der Columbia University. 1937 trat der damals 20-jährige erstmals im Radio für eine Darstellung in Der Widerspenstigen Zähmung auf. Er wurde gegen Ende der 1930er-Jahre Mitglied in Orson Welles’ Mercury Theatre. Im Zweiten Weltkrieg trat er 1944 in die US Army ein.
Sein Broadway-Debüt gab er mit einer Rolle in Can-Can 1953. Es folgten Rollen in Bühnenwerken wie Tall Story (1959), 70, Girls, 70 (1971), Irene (1973–1974) und Something Old, Something New (1977). 
Sein Filmdebüt hatte er 1938 in Robert Sinclair Dietz’ Dramatic School. Es folgten bis zu seinem Tod in den 1980er Jahren zahlreiche Auftritte in Fernsehserien wie Gilligans Insel und in zahlreichen Filmen, eine seiner bekanntesten Rollen ist die des Dr. Terwilliker in Die 5000 Finger des Dr. T. Zudem lieh er in zahlreichen Zeichentrickfilmen und -serien Charakteren seine Stimme, etwa 1953 Captain James Hook im Disney-Film Peter Pan. Ferner war er Erzähler des Oscar-prämierten Kurzfilms Katz und Maus im Walzertakt.
Am 29. Januar 1942 heiratete er Margaret Grant, mit der er vier Kinder hatte. Conried starb 1982 an einem Herzinfarkt im Alter von 64 Jahren. Seinen Leichnam vermachte er der Wissenschaft. Conried war Jude.
Conried wurde mit einem Stern am Hollywood Walk of Fame (6664 Hollywood Blvd.) in der Kategorie Fernsehen ausgezeichnet.

## Filmografie (Auswahl)
- 1938: Dramatic School
- 1939: Drunter und drüber (It’s a Wonderful World)
- 1939: On Borrowed Time
- 1940: Der große Diktator (The Great Dictator)
- 1940: Bitter Sweet
- 1941: More About Nostradamus (Kurzfilm)
- 1942: Joan of Paris
- 1942: Blondie’s Blessed Event
- 1942: Saboteure (Saboteur)
- 1942: Es waren einmal Flitterwochen (Once Upon a Honeymoon)
- 1942: Wie ein Alptraum (Nightmare)
- 1943: Hitler’s Children
- 1943: Von Agenten gejagt (Journey into Fear)
- 1943: Harte Burschen – steile Zähne (A Lady Takes a Chance)
- 1943: Die Stubenfee (His Butler’s Sister)
- 1944: Fahrkarte nach Marseille (Passage to Marseille)
- 1944: Tagebuch einer Frau (Mrs. Parkington)
- 1947: Der Senator war indiskret (The Senator Was Indiscreet)
- 1949: Tänzer vom Broadway (The Barkleys of Broadway)
- 1949: My Friend Irma
- 1949: Heut’ gehn wir bummeln (On the Town)
- 1949: Noras schwache Stunde (Bride for Sale)
- 1950: Nancy geht nach Rio (Nancy Goes to Rio)
- 1950: Summer Stock
- 1951: Der Todesfelsen von Colorado (New Mexico)
- 1951: Hübsch, jung und verliebt (Rich, Young and Pretty)
- 1951: Gangster unter sich (Behave Yourself!)
- 1951: Karneval in Texas (Texas Carnival)
- 1951: Zu jung zum Küssen (Too Young to Kiss)
- 1951: In all meinen Träumen bist Du (I’ll See You in My Dreams)
- 1951: Begegnung in Tunis (The Light Touch)
- 1952: Sturmfahrt nach Alaska (The World in His Arms)
- 1952: I Love Lucy (Fernsehserie, 2 Folgen)
- 1953: Peter Pan (Sprechrolle)
- 1953: Katz und Maus im Walzertakt (Johann Mouse, Kurzfilm, Sprechrolle)
- 1953: Zaubernächte des Orients (Siren of Bagdad)
- 1953: Die 5000 Finger des Dr. T. (The 5,000 Fingers of Dr. T)
- 1953: Mein großer Freund Ben (Ben and Me, Kurzfilm, Sprechrolle)
- 1955: Davy Crockett, König der Trapper (Davy Crockett, King of the Wild Frontier)
- 1955: Man ist niemals zu jung (You’re Never Too Young)
- 1955–1964: Make Room for Daddy (Fernsehserie, 23 Folgen)
- 1956: Die falsche Eva (The Birds and the Bees)
- 1956: Bus Stop
- 1957: Alarm für Sperrzone 7 (The Monster That Challenged the World)
- 1957: Düsenjäger (Jet Pilot)
- 1958: Das ist Musik (The Big Beat)
- 1958: Maverick (Fernsehserie, Folge 1x25)
- 1958: Der Babysitter (Rock-A-Bye Baby)
- 1959: Mutter ist die Allerbeste (Donna Reed, Fernsehserie, Folge 1x18)
- 1959: Dornröschen (Sleeping Beauty)
- 1960–1963: Rocky und Bullwinkle (Rocky and His Friends, Fernsehserie, 51 Folgen, Sprechrolle)
- 1961: Have Gun – Will Travel (Fernsehserie, Folge 5x13)
- 1962: Mr. Ed (Mister Ed, Fernsehserie, Folge 3x11 Ed, das Denkmal)
- 1964: Die Heulboje (The Patsy)
- 1964: Sieben gegen Chicago (Robin and the 7 Hoods)
- 1964–1965: Amos Burke (Burke’s Law, Fernsehserie, 3 Folgen)
- 1964/1965: Gilligans Insel (Gilligan’s Island, Fernsehserie, 2 Folgen)
- 1966: Ein Käfig voller Helden (Hogan’s Heroes, Fernsehserie, Folge 1x22 Pizza und Santa Lucia)
- 1967: Verschollen zwischen fremden Welten (Lost in Space, Fernsehserie, Folge 2x17)
- 1968: Daniel Boone (Fernsehserie, Folge 4x22)
- 1970: Milos ganz und gar unmögliche Reise (The Phantom Tollbooth, Sprechrolle)
- 1970–1971: Make Room for Granddaddy (Fernsehserie, 3 Folgen)
- 1973: The Brothers O’Toole
- 1976: Zotti, das Urviech (The Shaggy D.A.)
- 1977: The Hobbit (Hobbit, Sprechrolle)
- 1977–1978: Die Tony Randall Show (The Tony Randall Show, Fernsehserie, 10 Folgen)
- 1978: Die Katze aus dem Weltraum (The Cat from Outer Space)
- 1979: Love Boat (The Love Boat, Fernsehserie, Folge 2x20)
- 1979–1982: Fantasy Island (Fernsehserie, 3 Folgen)
- 1980: Tracy trifft den lieben Gott (Oh, God! Book II)
- 1980: Die Monster-Gang (Drak Pack, Fernsehserie, 16 Folgen, Sprechrolle)
- 1981: Das Geheimnis der Pyramide (Tut and Tuttle, Fernsehfilm)
- 1981–1983: Spider-Man und seine außergewöhnlichen Freunde (Spider-Man and His Amazing Friends, Fernsehserie, 20 Folgen, Sprechrolle)
- 1982: Barefoot in the Park (Fernsehfilm)